# صورة (منطق)
صورة الشيء ما يؤخذ منه عند حذف المشخصات، وقيل صورة الشيء، ما به يحصل الشيء بالفعل.

## التعريف
الصورة ما يتميز به الشيء مطلقا سواء كان في الخارج ويسمى صورة خارجية أو في الذهن ويسمى صورة ذهنية. وتوضيحه ما ذكره القاضي في شرح المصابيح من أن صورة الشيء ما يتميز به الشيء عن غيره سواء كان عين ذاته أو جزئه المميز، على ما في كشاف اصطلاحات الفنون.
والصورة الذهنية أي المعلوم المتميز في الذهن وحاصله الماهية الموجودة بوجود ظلي أي ذهني كما في شرح المواقف في مبحث الوجود الذهني. وعلى هذا قيل الصورة ما به يتميز الشيء في الذهن فإن الأشياء في الخارج أعيان وفي الذهن صور. وعلى هذا وقع في بديع الميزان وحاشيته للصادق الحلواني صورة الشيء ما يؤخذ منه عند حذف المشخصات أي الخارجية. وأما الذهنية فلا بد منها لأن كل ما هو حاصل في العقل فلا بد له من تشخص عقلي ضرورة أنه متمايز عن سائر المعلومات نص عليه العلامة التفتازاني. والمراد بالشيء معناه اللغوي لا العرفي.